# Cassiopeia (constelație)
Cassiopeia este o constelație nordică. În mitologia greacă, o reprezintă pe orgolioasa regină Cassiopeia care era mândră de frumusețea ei neîntrecută. Este una dintre cele 88 de constelații moderne și a fost printre cele 48 enumerate de Ptolemeu.

## Istorie și mitologie

### Istorie
Citată de Aratos, apoi de Ptolemeu în Almageste, constelația o reprezintă pe regina Casiopeea din Mitologia greacă, soția lui Cefeu și mama Andromedei, alături de care se află.
Această constelație face parte din grupul de constelații legat de mitul Andromedei.

Se spune, de asemenea, că, pentru a-i pedepsi orgoliul, regina a fost înlănțuită pe tronul său, fiind condamnată să se rotească în jurul Stelei Polare și uneori să atârne invers, într-un mod foarte nedemn.

### Mitologie
În mitologia veche Cassiopeea era frumoasa regină etiopiană, locuind în orașul Joppa din Fenicia împreună cu soțul ei Cefeu și fiica lor Andromeda. Cassiopea era foarte mândră de frumusețea ei, și mult mai mult de frumusețea fiicei ei Andromeda, dar într-o zi vanitatea ei o îndrumă să spună că frumusețea lor o depășește pe cea a nimfelor mării declanșând mânia lui Poseidon, zeul mărilor. În cele din urmă Poseidon a trimis un monstru teribil CETO (balena) pentru a distruge întreg orașul, singura modalitate de a potoli setea mâniei lui Poseidon era aceea de a o sacrifica pe fiica lor Andromeda, așa că aceasta a fost legată de o stâncă pe o insulă din apropiere spre a fi devorată; sfârșitul Andromedei era foarte aproape când, în sfârșit, pe un cal înaripat ajunge eroul ei Perseu și o salvează.

## Observarea stelelor

Constelația Cassiopeia

### Reperarea constelației
Cassiopeia este una dintre constelațiile cele mai caracteristice și mai ușor de recunoscut din emisfera nordică. Având în vedere că este foarte aproape de Steaua Polară (≈Polul Nord ceresc), rămâne vizibilă pe cer toată noaptea, în întreaga zonă temperată a emiseferei nordice (o astfel de constelație se numește circumpolară); în emisfera sudică este vizibilă doar din zonele tropicale. Față de Polul Nord ceresc, Cassiopeia este situată vizavi de Carul Mare: în emisfera nordică, atunci când Cassiopeia este sus pe cer, Carul Mare este aproape de orizont. Constelația are o suprafață de 598 de grade pătrate. Constelația Cassiopeia se află între constelațiile Cefeu și Andromeda, proiectată pe Calea Lactee și, prin urmare, foarte bogată în stele.
Constelația Cassiopeia se reperează direct, prin forma sa foarte caracteristică, în forma literelor „M” sau „W”, în funcție de anotimp. Aceste stele deosebit de strălucitoare, de  magnitudine 2, rămân mult timp vizibile, ajutând la reperarea altor constelații. 

### Forma constelației
Cu ochiul liber, tronul reginei este foarte vizibil în forma generală a constelației, însă regina câtuși de puțin.

## Obiecte cerești

### Stele
Confuzie: De rescris!!! [Cassiopeia conține două stele vizibile cu ochiul liber, fiind cele mai luminoase din galaxie:ρ Cas și V509 Cas. Steaua este aproape o stea binară fiind formată dintr-un soare galben pitic și o stea pitică portocalie.Constelația seamănă cu litera W sau cu o coroană]. 

### Stele variabile
- Beta Cassiopeiae (β Cas / β Cassiopeiae) este cunoscută și sub numele său tradițional, Caph, de origine arabă. Este o stea gigantă galben-albă de tip F, cu o magnitudine aparentă de + 2,28. Luminozitatea sa variază de la magnitudinea +2,25 la +2,31, cu o perioadă de 2 ore și jumătate.
- R Cassiopeiae (R Cas) este o gigantă roșie de tip M; strălucirea ei variază de la magnitudinea de +4,7 până la +13,5, cu o perioadă de 430,5 de zile.

### Nebuloase,roiuri de stele,galaxii
Conține două obiecte Messier și anume: Messier 52 (NGC 7654) și Messier 103 (NGC 581). Amândouă sunt roiuri de stele deschise și au magnitudinea aparentă 7, ele fiind foarte ușor de observat cu un binoclu.